# 군산시·옥구군 (1963년 선거구)
군산시·옥구군은 대한민국의 옛 국회의원 선거구이다. 당시 전라북도 군산시와 옥구군 지역을 관할했다.

## 역사
제6대 국회의원 선거를 앞두고 군산시 선거구와 옥구군 선거구가 통합되면서 신설되었다.
제9대 국회의원 선거를 앞두고 이리시·익산군 선거구와 통합되어 군산시·옥구군·이리시·익산군 선거구를 구성하게 됨에 따라 폐지되었다.

## 역대 국회의원
| 선거   | 정당 | 정당       | 의원   |
| ------ | ---- | ---------- | ------ |
| 1963년 |      | 민정당     | 고형곤 |
| 1967년 |      | 민주공화당 | 차형근 |
| 1971년 |      | 신민당     | 강근호 |

## 역대 선거 결과

### 대한민국 제6대 국회의원 선거
|  | 30.23% |

|  | 29.79% |

|  | 24.97% |

|  | 10.28% |

|  | 2.55% |

|  | 2.15% |

### 대한민국 제7대 국회의원 선거
|  | 50.14% |

|  | 47.91% |

|  | 1.94% |

### 대한민국 제8대 국회의원 선거
|  | 49.98% |

|  | 49.27% |

|  | 0.56% |

|  | 0.17% |